# Dahakot
Dahakot (nepalski: दहकोत) – gaun wikas samiti w zachodniej części Nepalu w strefie Seti w dystrykcie Bajura. Według nepalskiego spisu powszechnego z 2011 roku liczył on 806 gospodarstw domowych i 4438 mieszkańców (2259 kobiet i 2179 mężczyzn).